# 原山台 (瀬戸市)
原山台（はらやまだい）は、愛知県瀬戸市原山台連区の町名。現行行政地名は原山台1丁目から8丁目。

## 地理
- 瀬戸市の南部に位置する[8]。西を緑町・幡野町、北を原山町・東権現町、東を西茨町・萩山台、南を菱野台・八幡台と隣接している[8]。
- 菱野団地の一部[8]。2・7丁目の高層住宅29棟を囲むように個人住宅が立つ[8]。

### 学区
市立小・中学校に通う場合、学区は以下の通りとなる。また、公立高等学校普通科に通う場合の学区は以下の通りとなる。
| 町丁・丁目  | 番・番地等 | 小学校             | 中学校             | 高等学校 |
| ----------- | ---------- | ------------------ | ------------------ | -------- |
| 原山台1丁目 | 全域       | 瀬戸市立原山小学校 | 瀬戸市立光陵中学校 | 尾張学区 |
| 原山台2丁目 | 全域       | 瀬戸市立原山小学校 | 瀬戸市立光陵中学校 | 尾張学区 |
| 原山台3丁目 | 全域       | 瀬戸市立原山小学校 | 瀬戸市立光陵中学校 | 尾張学区 |
| 原山台4丁目 | 全域       | 瀬戸市立原山小学校 | 瀬戸市立光陵中学校 | 尾張学区 |
| 原山台5丁目 | 全域       | 瀬戸市立原山小学校 | 瀬戸市立光陵中学校 | 尾張学区 |
| 原山台6丁目 | 全域       | 瀬戸市立原山小学校 | 瀬戸市立光陵中学校 | 尾張学区 |
| 原山台7丁目 | 全域       | 瀬戸市立原山小学校 | 瀬戸市立光陵中学校 | 尾張学区 |
| 原山台8丁目 | 全域       | 瀬戸市立原山小学校 | 瀬戸市立光陵中学校 | 尾張学区 |

## 歴史

### 沿革
- 1970年（昭和45年）3月27日 - 菱野団地原山台入居開始[11]。
- 1978年（昭和53年）3月1日 - 瀬戸市大字菱野字長根・緑町・原山町・萩殿町の各一部[注釈 2]により、同市原山台1丁目〜8丁目として成立[2]。
- 1985年（昭和60年）3月25日 - 西茨町・萩山台2丁目の各一部を原山台8丁目に編入[12]。

## 世帯数と人口
2024年（令和6年）1月1日現在の世帯数と人口は以下の通りである。
| 町丁・丁目  | 世帯数    | 人口    |
| ----------- | --------- | ------- |
| 原山台1丁目 | 100世帯   | 203人   |
| 原山台2丁目 | 349世帯   | 639人   |
| 原山台3丁目 | 116世帯   | 258人   |
| 原山台4丁目 | 100世帯   | 204人   |
| 原山台5丁目 | 91世帯    | 189人   |
| 原山台6丁目 | 45世帯    | 111人   |
| 原山台7丁目 | 567世帯   | 1,109人 |
| 原山台8丁目 | 175世帯   | 365人   |
| 計          | 1,543世帯 | 3,078人 |

### 人口の変遷
国勢調査による人口の推移
| 1995年（平成7年）  | 5,675人 | [ 13 ] |  |
| 2000年（平成12年） | 5,049人 | [ 14 ] |  |
| 2005年（平成17年） | 4,294人 | [ 15 ] |  |
| 2010年（平成22年） | 3,799人 | [ 16 ] |  |
| 2015年（平成27年） | 3,688人 | [ 17 ] |  |
| 2020年（令和2年）  | 3,173人 | [ 18 ] |  |

### 世帯数の変遷
国勢調査による世帯数の推移。
| 1995年（平成7年）  | 2,019世帯 | [ 13 ] |  |
| 2000年（平成12年） | 1,935世帯 | [ 14 ] |  |
| 2005年（平成17年） | 1,755世帯 | [ 15 ] |  |
| 2010年（平成22年） | 1,589世帯 | [ 16 ] |  |
| 2015年（平成27年） | 1,580世帯 | [ 17 ] |  |
| 2020年（令和2年）  | 1,443世帯 | [ 18 ] |  |

## 交通

### 鉄道
町内に鉄道は走っていない。最寄り駅は名鉄瀬戸線尾張瀬戸駅または愛知環状鉄道・愛知環状鉄道線瀬戸口駅になる。

### バス
名鉄バス「東山線」
- 【16】【16H】【17H】新瀬戸駅 - 瀬戸駅前 - 菱野団地（循環） - 瀬戸駅前 - 新瀬戸駅 系統
- 【18】瀬戸駅前 - 菱野団地 - 愛・地球博記念公園駅 系統
- 【40】【41】藤が丘 - 岩作 - 本地口 - 菱野団地 系統

名鉄バス「本地ヶ原線」
- 【35】名鉄バスセンター - 引山 - 四軒家 - 本地ヶ原 - 菱野団地 系統

以上、2路線7系統共通 ： 原山台東バス停・原山台西バス停
菱野団地住民バス ： 原山台集会所バス停・原山台東（名鉄バス停）バス停
- 原山台東バス停
- 原山台西バス停
- 原山台集会所バス停
- 原山台東（名鉄バス停）バス停

### 道路
町内に国道・県道は通っていない。

## 施設
- 瀬戸市立原山小学校[8] ： 1970年（昭和45年）開校[19]。2022年（令和4年）5月1日現在の児童数は189人、教員数は20人[20]。
- 瀬戸市立原山保育園[8] ： 1974年（昭和49年）開園[19]。定員100名、障害児保育にも対応[21][注釈 3]。
- 真貴幼稚園[8] ： 1970年開園[19]。学校法人河合塾学園が運営している[23]。令和4年度の園児数は342人[23]。2022年（令和4年）4月に原山台内で園舎移転[24]。
- 原山公民館[8] ： 1985年（昭和60年）竣工[19]。誰でも気軽に参加出来る、生涯学習及び地域住民の教養と親睦を深める活動の推進を目標に運営されている[25]。
- 原山台集会所 ： 菱野団地住民バスのバス停がある。DoSPOTが使える施設でもある[26]。
- 菱野団地ポンプ場 ： 延床面積247m2[27]。ポンプの規模は1,000m3[27]。
- 原山台1丁目ちびっこ広場 ： 1丁目にある小さな公園。ブランコとすべり台、鉄棒がある。
- 原山台3丁目ちびっこ広場 ： 3丁目にある小さな公園。ブランコとすべり台がある。
- 原山台4丁目ちびっこ広場 ： 4丁目にある小さな公園。ブランコとすべり台、鉄棒とジャングルジム様遊具がある。
- 原山台5丁目ちびっこ広場 ： 5丁目にある小さな公園。ブランコと砂場、チェーンネット遊具がある。
- 原山台6丁目ちびっこ広場 ： 6丁目にある小さな公園。ブランコと砂場がある。
- 原山台8丁目Iちびっこ広場 ： 8丁目の北にある小さな公園。ブランコと砂場、ジャングルジムがある。
- 原山台8丁目IIちびっこ広場 ： 8丁目の南にある小さな公園。ブランコと砂場、たいこ橋がある。

- 瀬戸市立原山小学校
- 瀬戸市立原山保育園
- 真貴幼稚園
- 旧・真貴幼稚園
- 原山公民館
- 原山台集会所
- 菱野団地ポンプ場
- 原山台1丁目ちびっこ広場
- 原山台3丁目ちびっこ広場
- 原山台4丁目ちびっこ広場
- 原山台5丁目ちびっこ広場
- 原山台6丁目ちびっこ広場
- 原山台8丁目Iちびっこ広場
- 原山台8丁目IIちびっこ広場

## その他

### 日本郵便
- 郵便番号 : 489-0888[6]（集配局：瀬戸郵便局[28]）。